# Franconia Township
Franconia Township est un township du comté de Montgomery, en Pennsylvanie, aux États-Unis.